# 2024年3月別爾哥羅德及庫爾斯克州入侵
2024年3月12日，接受烏克蘭援助的俄羅斯反對派武裝組織從烏克蘭領土入侵俄羅斯別爾哥羅德州和庫爾斯克州。自由俄羅斯軍團、俄羅斯志願軍團和西伯利亞營等至少三個武裝組織參與這次行動，並且宣稱已經控制庫爾斯克州的喬特基諾及別爾哥羅德州的洛佐瓦魯德卡。俄羅斯國防部則宣稱成功擊退這次攻擊，並且迫使對方撤退。

## 經過

### 3月12日
早上8點，俄羅斯軍事博主謝苗·佩戈夫的Telegram頻道「WarGonzo」發布消息指，有「乘坐皮卡的武裝隊伍」在迫击炮和大砲支援下試圖突破別爾哥羅德州邊境。根據該頻道，大約50人試圖從哈爾科夫州的奧德諾羅比夫卡進入別爾哥羅德州。「WarGonzo」寫道，該武裝隊伍在戰鬥後撤退到原先位置，並且遭到遠程武器打擊。佩戈夫推測，這次行動「很可能是由俄羅斯志願軍團和西伯利亞營所發動」。
不久，自由俄羅斯軍團發布影片，據稱顯示坦克越過烏俄邊界。西伯利亞營也分享戰鬥影片，宣稱「俄羅斯聯邦領土上正在發生激烈戰鬥」。該部隊的頻道同時上傳影片，呼籲民眾不要參與2024年俄羅斯總統選舉。居住在烏克蘭的前任俄羅斯国家杜马代表伊利亞·波諾馬廖夫聲稱，自由俄羅斯軍團、俄羅斯志願軍團和西伯利亞營展開「聯合行動」進入庫爾斯克州和別爾哥羅德州。
進攻方宣稱，他們已經攻佔位於庫爾斯克州的喬特基諾和別爾哥羅德州的洛佐瓦魯德卡。
晚上，俄羅斯當局宣稱成功阻止破壞小組進入俄羅斯領土。俄羅斯國防部發布來自庫爾斯克州喬特基諾和別爾哥羅德州涅科德耶夫卡的影片，同時還通過影片展示在涅科德耶夫卡邊界關卡摧毀的烏克蘭坦克。

### 3月13日
自由俄羅斯軍團敦促別爾哥羅德州和庫爾斯克州的平民撤離，因為他們將「不得不對別爾哥羅德和庫爾斯克的軍事目標進行火力打擊」。該軍團報告稱已經摧毀一處俄羅斯指揮中心。
當日早上，自由俄羅斯軍團在社交媒體上發佈一段影片，影片中士兵們稱自「獲解放的喬特基諾」問候大家，其宣佈對該村莊突襲深進。但俄羅斯獨立媒體《專案》查證發現，該影片實際上拍攝於烏克蘭邊境村莊雷日夫卡，距離喬特基諾僅300米。自由俄羅斯軍團的一名代表向《專案》稱，士兵們確實是在雷日夫卡邊界拍攝該影片，甚至早於「攻佔喬特基諾」。根據他的說法，在影片發佈時，士兵們已經進入喬特基諾，但他無法提供相關影片，因為他擔心會為士兵招致敵方火力。目前沒有獨立消息來源可以確認自由俄羅斯軍團已經進入喬特基諾。

### 3月14日
俄羅斯當局在Telegram聲稱，格賴沃龍被親烏武裝分子襲擊，並發出空襲警告，疏散當地居民，反普丁武裝團體也入侵庫爾斯克州，別爾哥羅德市内的購物中心因砲擊而關閉。此外，ISW報道，有俄羅斯軍事博主聲稱，庫爾斯克州喬特基諾以及別爾哥羅德州科津卡和斯波達魯什諾持續發生衝突。

### 3月15日
俄羅斯國防部聲稱擊退前一天對別爾哥羅德州的入侵。 烏克蘭國防部情報總局新聞代表安德烈·尤索夫聲稱，庫爾斯克州和別爾哥羅德州現在是「活躍戰區」，並強調此襲擊並不由烏克蘭政府指揮。 據報道，庫爾斯克州斯波拉杜希諾及別爾哥羅德州波波沃-萊扎奇及其周邊地區發生戰鬥。 中午過後，別爾哥羅德被飛彈襲擊。

### 3月16日
俄羅斯志願軍團宣稱俘獲25名俄軍士兵。與2023年別爾哥羅德州入侵一樣，俄羅斯志願軍團俘獲了一些俄羅斯士兵，俄羅斯志願軍團指揮官傑尼斯·尼基廷請求會見別爾哥羅德州長維亞切斯拉夫·格拉德科夫，以交換囚犯。烏克蘭國防部情報總局公佈了更多截獲的俄羅斯通訊，其中報告稱，俄羅斯軍隊已經失去科津卡和格洛托沃，反政府部隊「繞過」格賴沃龍，至少一次試圖沿米拉街襲擊該市。 俄羅斯志願軍團發布一張照片，聲稱其成員在格賴沃龍西北部的森林中。
俄羅斯國防部報告，在蘇梅州波塔皮夫卡、別爾哥羅德州科津卡和斯波達魯什諾等鎮附近發生戰鬥。
上午，自由俄羅斯軍團警告別爾哥羅德居民，將襲擊該市俄軍設施。 約下午5點左右，別爾哥羅德遭到空襲。別爾哥羅德州長格拉德科夫稱，別爾哥羅德受15枚RM-70吸血鬼飛彈襲擊，其中8枚被擊落，但導彈及其碎片擊中該市，造成2人死亡、3人受傷。數小時後，別爾哥羅德再度遭到空襲。別爾哥羅德州長稱，數枚導彈被擊落，其碎片擊中房屋，導致1個工業園區起火，造成1名平民受傷。 

### 3月17日
西伯利亞營發佈照片，聲稱佔領別爾哥羅德州戈爾科夫斯基鎮。在照片中，其成員與車臣志願者舉起該鎮行政大樓標牌。隨後，自由俄羅斯軍團在Telegram發佈影片，證實進入該鎮。 在影片中，武裝分子在戈爾科夫斯基行政大樓鎮上撕毀俄羅斯政府旗幟，並展示軍團旗幟。西伯利亞營亦發佈照片，聲稱其與俄羅斯志願軍團成員成功在別爾哥羅德州科津卡村升起旗幟。
俄羅斯國防部聲稱擊落一架烏軍米-8直升機，指該直升機當時沿蘇梅州盧卡希夫卡和別爾哥羅德州科津卡之間的俄烏邊界附近飛行。烏克蘭國防部情報總局否認此消息。

### 3月18日
自由俄羅斯軍團發言人 阿列克謝·巴拉諾夫斯基向烏克蘭媒體《基輔郵報》表示，俄軍部隊正砲擊平民目標，而俄軍則指控親烏武裝分子攻擊平民。

### 3月19日
自由俄羅斯軍團聲稱摧毀位於喬特基諾的一個彈藥庫。蓋蒂卡戰鬥群（由烏克蘭領土防衛國際軍團中羅馬尼亞和摩爾多瓦志願者組成）表示，在過去數天一直在參與入侵。
別爾哥羅德州政府宣布，計劃從別爾哥羅德市、舍別基諾以及格賴沃龍撤離9,000名兒童。
俄羅斯總統普丁宣稱，庫爾斯克州和別爾哥羅德州内的「恐怖襲擊」已被聯邦安全局「鎮壓」。

### 3月20日
格拉德科夫州長宣佈在科津卡、格洛托沃、戈拉-波多爾、新斯特羅耶夫卡農村居民點、貝茲梅諾和格雷沃龍等疏散定居點設立檢查站和路障，禁止外人進入。
據報道，紅亞魯加、科津卡、格雷沃龍、戈爾科夫斯基、朱拉夫卡和戈爾科夫斯基的戰鬥正在進行，庫爾斯克州和在沃羅涅日州也發生了其他入侵。自由俄羅斯軍團也發布了更多截獲的電話錄音，報告指出別爾哥羅德的居民正在疏散到舊奧斯科爾。
俄罗斯国防部声称，俄軍完全清除了入侵科津卡的武装分子，而且一共杀死650名武装分子。

### 3月21日
俄羅斯聯邦安全局宣布以「為恐怖主義辯護」為由逮捕四人。 其中一名別爾哥羅德居民被指控與俄羅斯志願軍合作策劃對俄羅斯軍事基地的襲擊。。與此同時，俄羅斯軍事部落客聲稱空降兵部隊應徵入伍的士兵擊退了蒂特金諾附近的入侵，而車臣領導人拉姆贊·卡德羅夫則聲稱他的薩帕德-艾哈邁德特民兵被部署到 別爾哥羅德並參加了邊境哈爾科夫地區附近的戰鬥。
在基輔，自由俄羅斯軍的奧萊克西·巴拉諾夫斯基、俄羅斯志願軍的丹尼斯·卡普斯汀和西伯利亞營的霍洛德在烏克蘭新聞社舉行的新聞發布會上表示，他們仍在該地區開展行動，並且只會在一次之後公佈傷亡數字操作完成。

### 3月22日
普丁的新聞秘書佩斯科夫重申了俄羅斯政府繼續聲稱的所有反克里姆林宮部隊已被趕出別爾哥羅德州和庫爾斯克州的說法。 俄羅斯聯邦安全局也宣布，其官員因涉嫌與俄羅斯志願軍合作而在莫斯科拘留了7名男子。

### 3月26日
俄羅斯聯邦安全局表示，俄羅斯志願軍的一名「共犯」在因密謀襲擊薩馬拉州人道主義援助收集點而被捕時攜帶的簡易爆炸裝置爆炸後死亡。

### 3月27日
俄羅斯自由軍團在X（前Twitter）帳戶上發布消息稱，該部隊的一名成員丹尼·塔曼·阿克爾在行動中陣亡，他的呼號也為“使徒”，這是反對派武裝在入侵期間首次公開披露傷亡情況。

### 4月7日
俄羅斯志願軍宣布對俄羅斯的突襲「激烈階段」結束，並表示雖然他們不再參與與政府軍的激烈戰鬥，但破壞和偵察團體仍然留在別爾哥羅德州和庫爾斯克州。

## 傷亡
俄羅斯Telegram頻道「Baza」報道指，戰鬥造成2人受傷，其中1人是當地居民。3月12日，俄羅斯國防部宣稱在戰鬥期間擊斃234名親烏武裝分子。3月18日，自由俄羅斯軍團與俄羅斯志願軍團聲稱俄軍士兵當中有613名被擊斃，829名受傷，27名被俘虜。

## 各方反應

### 烏克蘭
烏克蘭官員否認參與攻擊。烏克蘭國防部情報總局發言人安德烈·尤索夫表示，相關武裝組織「完全獨立自主運作，並且自行執行社會政治任務」。不過，自由俄羅斯軍團據報隸屬烏克蘭領土防衛國際軍團。

### 俄羅斯
俄羅斯國防部宣布，成功阻止入侵者對庫爾斯克州的喬特基諾村以及別爾哥羅德州的洛佐瓦魯德卡、涅霍特耶夫卡和斯波達魯什諾等地的入侵企圖，宣稱擊殺234名進攻者。同時，庫爾斯克市的學校接到指令，該週剩餘時間需改為遠程教學，城市中也發出導彈警報。

## 另見
- 2023年別爾哥羅德州入侵
- 2023年布良斯克州襲擊
- 2024年8月庫爾斯克州襲擊